# ویتناش
longitudeویتناشlatitudeویتناش
ویتناش (به انگلیسی: Whitnash) یک منطقهٔ مسکونی در بریتانیا است که در انگلستان واقع شده‌است.

## خصوصیات
ویتناش ۸٬۸۰۶ نفر جمعیت دارد.

## خواهرخوانده
شهرهای Villebon-sur-Yvette و Weilerswist خواهرخوانده‌های ویتناش هستند.